# Estadio de Vallecas
El Estadio de Vallecas es un estadio de la Comunidad de Madrid cedido al club de fútbol Rayo Vallecano. Además de acoger los partidos del Rayo Vallecano también se usa para ubicar la meta de la carrera internacional de la San Silvestre Vallecana. Por último, cabe destacar que en el recinto se encuentran las Federaciones Madrileñas de Tenis de Mesa, Ajedrez, Boxeo y Billar.
Está situado en el barrio de Palomeras Bajas (distrito de Puente de Vallecas), en la zona sureste de Madrid (España), entre las calles Payaso Fofó (donde se encuentran las oficinas del club), Arroyo del Olivar, avenida de la Albufera (donde está la tienda oficial y la fundación del equipo, en la esquina del propio estadio) y Teniente Muñoz Díaz.

## Historia

### Antiguo Campo de Vallecas
En 1928, la profesionalización de la práctica del fútbol en España trajo la creación de la Primera División y la Segunda División del Campeonato Nacional de Liga. El Racing Club de Madrid fue encuadrado en la Segunda División. Por aquel entonces, el equipo rojinegro ya se había embarcado en el ambicioso y costoso proyecto de la construcción de un nuevo estadio pues el del paseo del General Martínez Campos se había quedado pequeño para la gran masa social que se había formado alrededor del club. Por esta razón, en 1929 decidió comprar unos terrenos en Vallecas (por entonces un municipio independiente), situados al lado de la plaza de toros, para iniciar las obras de construcción de su nuevo estadio con capacidad para 15 000 espectadores. La adquisición y las obras fueron financiadas a través de un crédito y tuvieron un coste estimado en 800 000 ptas. que en aquella época era una gran cantidad de dinero. Aquel Estadio Puente de Vallecas (denominación que mantuvo hasta el año 1932, cuando pasó a llamarse Campo de Vallecas) estaba situado en el mismo lugar donde se encuentra el actual estadio, en el solar limitado por Arroyo del Olivar y el paseo de Alfonso XIII (antes llamado carretera de Castellón y carretera de Valencia y que posteriormente fue avenida de la República, paseo del Generalísimo y finalmente avenida de la Albufera tras su anexión a Madrid). El terreno de juego tenía unas dimensiones de 102x67 y era de césped. Además, estaba cubierto de carbonilla para evitar la humedad y los frecuentes movimientos de tierra.
A su alrededor se ubicaron una grada general (de acceso por la actual Avda. de la Albufera, para 8.000 o 10.000 espectadores, y una Tribuna de Preferencia (en la presente calle Arroyo del Olivar, pero con acceso desde una de las puertas de la Avda de la Albufera) hecha con cemento armado con capacidad para 3000 espectadores sentados. No tenía graderío ni donde ahora se encuentra la calle Payaso Fofó ya que estaba ubicada la plaza de toros del Puente de Vallecas ni en la vigente calle Teniente Muñoz Díaz. 
El estadio estaba previsto que fuera inaugurado el 23 de enero de 1930 en un partido contra el Real Madrid pero se tuvo que retrasar hasta el 19 de marzo de 1930, festividad de San José. El primer partido fue un amistoso que se jugó a las 14:30 entre los equipos amateurs del Racing Club y del Real Madrid en el que el equipo local venció por 3-1. A continuación, a las 16:30 se jugó otro amistoso entre el Racing Club y el Red Star de París. El resultado del partido fue de 2-1 para el equipo rojinegro gracias a dos tantos de Menéndez en la segunda parte aunque el primer tanto lo marcó el visitante Beuz en la primera. Tras la finalización del encuentro, el ministro de Trabajo Pedro Sangro y Ros de Olano hizo entrega de un trofeo al equipo ganador.
Sin embargo, el nivel de endeudamiento que alcanzó el equipo madrileño unido a la escasa asistencia de público y a otras malas decisiones financieras hicieron que en 1931 el Racing de Madrid tuviera que malvender el campo para intentar salvarse como entidad. El estadio fue vendido por el club madrileño el 14 de abril de 1931 a una empresa de dirt-track (una especialidad de motocross) llamada Racing-Track Vallecas, tras no alcanzar un acuerdo con el Athletic Club de Madrid. El proyecto para la práctica motera no tuvo éxito y el estadio finalmente se cedió para su uso a los rojiblancos que lo habían empezado a utilizar con asiduidad en 1930 por una normativa del Comité Nacional de Fútbol (aprobada el 12 de abril de 1930) que inhabilitó el Estadio Metropolitano para la disputa de encuentros de fútbol porque en los estadios de competición solo se debía jugar al fútbol y en el Metropolitano también se disputaban carreras de dirt-track además de utilizarse como canódromo. Posteriormente, esta normativa fue derogada tras la guerra civil.
Por ello, a partir de la temporada 1930-31 el Athletic de Madrid disputó sus encuentros en el Campo de Vallecas, iniciando su andadura con el Campeonato Regional del Centro. El primer partido que disputó como local fue contra el Racing Club de Madrid en el que venció por 6-1. El primer gol fue obra de Santiago Losada y llegó en el minuto 20'. Sin embargo, el debut en encuentro oficial de Liga de la Segunda División se realizó el 14 de diciembre de 1930 en la segunda jornada frente al Valencia F.C., con victoria rojiblanca por 3-0. El primer gol fue obra de Ciriaco Cuesta a pase de Luis Marín en el minuto 30'. Esa temporada, el equipo rojiblanco finalizó segundo y no pudo lograr el ascenso a Primera. A diferencia de lo que ocurría con el Racing Club, los aficionados acudían en masa al campo.
Pero llegó la venta del estadio y el Athletic de Madrid se encontraba sin campo propio. De hecho, la RFEF determinó (sin el visto bueno del equipo colchonero y sin consultar al Real Madrid) que la eliminatoria de la Copa del Rey contra el Real Valladolid Deportivo se disputara en el Estadio de Chamartín. Durante el verano, cesaron las actividades del dirt-track y en la temporada 1931-32 el Athletic de Madrid volvió al Campo de Vallecas, esta vez en exclusividad al no competir el Racing Club de Madrid. Aparte, disputó algunos partidos en el campo de fútbol de El Parral, estadio del C.D. Nacional de Madrid. 
En total, en el Campo de Vallecas disputó partidos durante las temporadas 1930-31, 1931-32, 1932-33 y 1933-34.
Durante la guerra civil española, Vallecas fue una de las zonas más castigadas en los combates para la dominación de Madrid, especialmente en el último trimestre de 1936 y el primer trimestre de 1937, con constante fuego artillero y bombardeos aéreos sobre las posiciones republicanas. Desgraciadamente, el estadio se empleó para unos fines diferentes para los que fue construido ya que, tras la desbandada del ejército republicano y la toma de Madrid, fue utilizado por el bando franquista como campo de concentración de los republicanos hechos prisioneros en los combates.
Una vez finalizada la guerra, el 2 de mayo de 1939 se disputó el primer partido en el Campo de Vallecas a las 16:00 entre el Club Aviación Nacional y el Deportivo Alavés en un partido arbitrado por el colegiado madrileño Ramón Melcón. El partido finalizó con empate a 1, con goles de Bracero para los aviadores y de Gárate para los alaveses. El campo "remozado en lo posible" registró lleno y el estado del terreno de juego estaba sumamente resbaladizo. El Aviación Nacional era un equipo formado por militares del Ejército del Aire, que disputaban encuentros en las zonas dominadas por los franquistas. Tras acabar la guerra, se estableció en Madrid e intentó fusionarse con el Real Madrid. Pero las gestiones no fructificaron ya que el equipo blanco rechazó la oferta porque no quiso negociar las exigencias del Aire que pasaban por incorporar oficiales y presidente a la directiva, modificar el escudo y el nombre del Club al tener que añadir la palabra "Aviación". El 4 de octubre de 1939, se fusionaron con el Athletic Club de Madrid, formando el Athletic-Aviación, que en 1940 pasó a denominarse Atlético Aviación tras el decreto que obligaba a la españolización de los nombres de los clubes.
A pesar de esto, el estado en que se encontraba el campo de Vallecas no era el mejor y el 15 de octubre de 1939 el Athletic-Aviación disputó el último encuentro en esas fechas. Desde ese momento el resto de partidos del Campeonato Regional y de la Primera División de Liga (obtenida al vencer 3-1 al Osasuna en Valencia el 26/11/1939 en partido para cubrir la vacante del Oviedo, al que se le dio una temporada de margen para reengancharse, al estar asolado su estadio de Buenavista) en el Estadio de Chamartín. 
Además, debido al mal estado en que había quedado el Estadio Metropolitano tras la guerra civil española y las posteriores obras de reconstrucción, el viejo campo de Vallecas albergó los partidos en Primera División y de la Copa del Generalísimo del entonces denominado Club Atlético-Aviación entre 1940 y 1943. En este recinto, el Atlético consiguió un récord de inexpugnabilidad.
El 30 de junio de 1940, se celebró la final de la Copa del Generalísimo entre el R.C.D. Español y el Real Madrid CF en la que el equipo perico se proclamó campeón tras vencer por 3-2.

### Período en guerra
Durante la guerra civil española los terrenos fueron utilizados como huertos para el suministro debido a su amplitud. Según periodistas, doctores e historiadores, una vez finalizada la guerra y antes de que se restaurasen las competiciones deportivas en el país, en abril de 1939 el bando sublevado utilizó el lugar como centro de detención y confinamiento de los prisioneros del bando republicano.

## Nuevo recinto
Las obras de construcción empezaron en 1972, pero el estadio tardó en construirse cuatro años debido a varias huelgas de los trabajadores ya que la dirección de la empresa constructora no dio otra salida a las reivindicaciones salariales de los obreros. Durante las obras de construcción, el Rayo Vallecano disputó sus partidos en el Estadio de Vallehermoso. Las tribunas bajas eran plazas de pie y podía tener capacidad para 20 000 personas (12.000 de ellos sentados), pero la UEFA en 1996 cambió las normas de los estadios para Primera y Segunda División, y de esta manera se quedó en 15 500 plazas hasta las obras de remodelación que sufrió el estadio para suprimir las vallas que separaban el terreno de juego de las gradas, quedando en la actual capacidad para 14 708 espectadores.
El sábado 5 de junio de 1976, a las doce menos cuarto del mediodía, tuvo lugar el acto de la inauguración oficial del nuevo campo de Vallecas. El ministro secretario general del Movimiento, Adolfo Suárez iba a asistir en un principio pero por razones de agenda no pudo ir finalmente. En su lugar, acudieron a las instalaciones del club el delegado nacional de Educación Física y Deporte, Tomás Pelayo, el gobernador civil, Jesús García Suso, y el secretario nacional, Antonio Navarro, situadas junto al nuevo campo, para dicho acto. En la ceremonia, el campo fue bendecido y Tomás Pelayo recibió de manos del presidente del club, Marcelino Gil, la insignia de oro y diamantes. 
Al día siguiente, se disputó el primer encuentro en el nuevo campo entre el Rayo Vallecano y el Real Valladolid, correspondiente a la jornada 38 de la Segunda División. La hora fijada para el partido fue las ocho y media de la tarde. El Rayo tenía libertad para fijar la hora que deseara, dado que no existía una alta relevancia del resultado de dicho encuentro, debido a que era el último partido de la temporada ambos clubes estaban lejos de peligro y de aspiraciones en torno a la clasificación general. El saque de honor antes del comienzo del partido fue a cargo de José Durán. El encuentro finalizó con derrota local por 0-1 y el primer gol fue obra del delantero blanquivioleta Manuel Álvarez Benítez en el minuto 55'.
En 1985, la titularidad del estadio fue transferida mediante Real Decreto 653/1985 desde el Consejo Superior de Deportes al Gobierno de la Comunidad de Madrid.

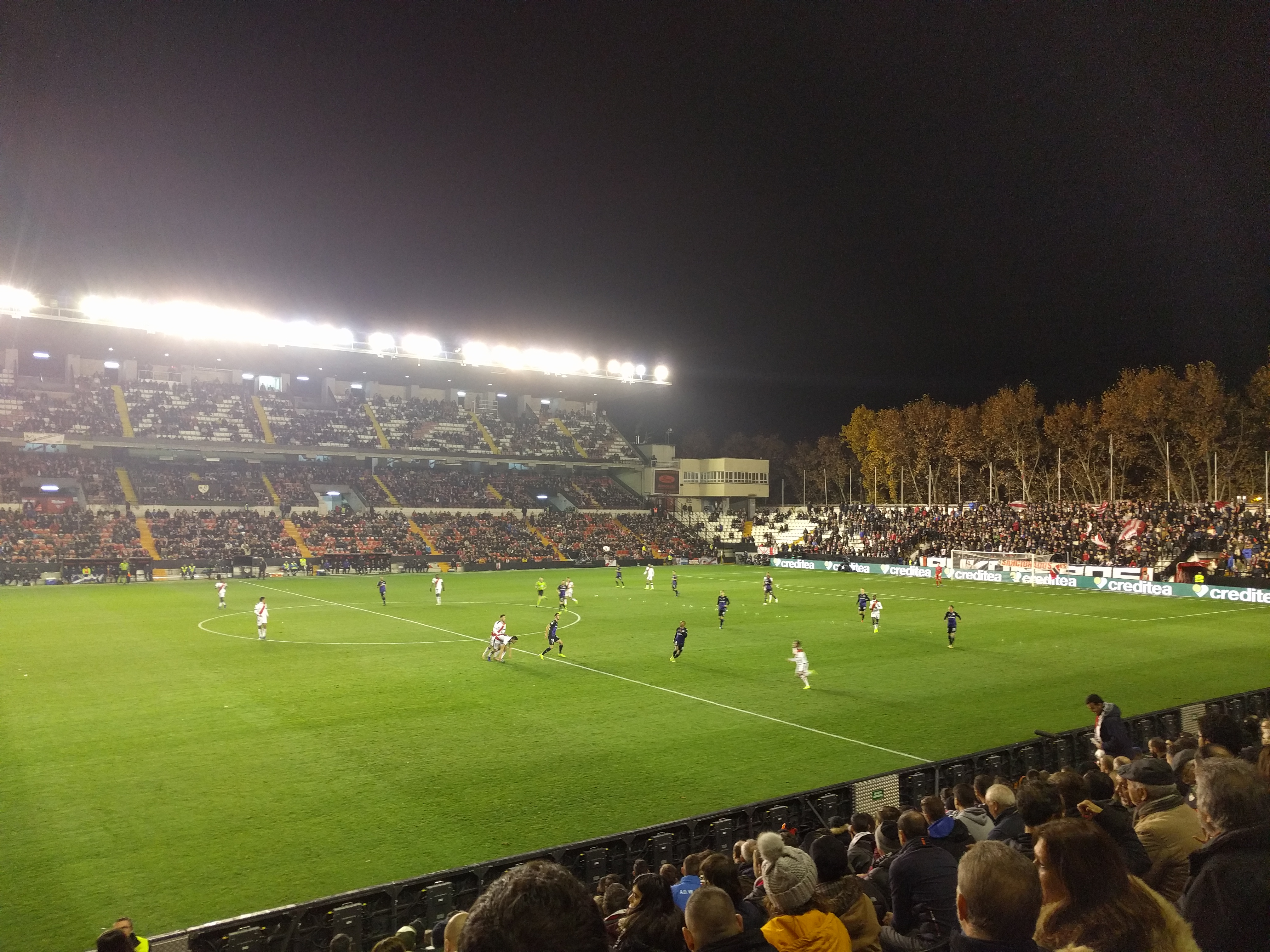
Partido de Copa del Rey disputado en el Estadio de Vallecas entre el Rayo Vallecano y el CD Leganés en diciembre de 2018 (0:1)

En un principio, había sido denominado Nuevo Estadio de Vallecas y en 1992 la familia Ruiz-Mateos compró el club y Teresa Rivero (mujer de José María Ruiz-Mateos) se convirtió en 1994 en la primera mujer presidente de un club de fútbol de Primera División. Desde agosto de 1999 hasta octubre de 2011 el estadio llevó su nombre.
En 2011, el Rayo Vallecano inscribió al estadio en la Liga Nacional de Fútbol Profesional como Campo de Fútbol de Vallecas, hasta que en un referéndum celebrado en septiembre de ese mismo año los aficionados eligieron Estadio de Vallecas. La nueva directiva ratificó el nombre elegido en la Junta General de accionistas del 17 de octubre.
El fondo de una de las porterías no tiene grada, tan solo paneles publicitarios, mientras que en el otro se ubican los 2000 ultras del Rayo, los Bukaneros.
En marzo de 2011 se eliminan las vallas que rodean el terreno de juego separándolo del graderío. Hasta la fecha, el campo de fútbol de Vallecas era el único en España que mantenía estas vallas de seguridad (aunque demostraron ser más que inseguras), por lo que su retirada era uno de los deseos que perseguía desde hace años la afición vallecana. Para realizar este cambio se hace necesario eliminar las 2 primeras filas de ambos laterales para cumplir la normativa que exige una distancia mínima entre el terreno de juego y los espectadores, no siendo necesario eliminar filas en el fondo que ya está a la distancia adecuada. Al retirarse estas localidades el Estadio disminuye su capacidad en 792 espectadores, quedando en 14 708 el nuevo aforo.
Durante la temporada 2016-2017, aprovechando que después de la renovación total del césped la distancia entre el terreno de juego y las gradas laterales lo permitía, antes del partido de la jornada del día 14 de enero el club decidió aumentar la anchura a 67 metros.Como las dimensiones no pueden modificarse en plena competición, antes de comenzar ese partido, el árbitro del encuentro obligó a reducir la anchura a los anteriores 65 metros.Ya desde la temporada siguiente, 2017-2018, una vez autorizada la modificación, la dimensiones son 100 metros de largo y 67 metros de ancho.
En el verano de 2021, se acometieron obras de mejora de la iluminación y del césped para cumplir los criterios y estándares de LaLiga.
En verano de 2022, finalizaron las obras de mejora de la accesibilidad y de la seguridad en la grada de la avenida de la Albufera.

## Ubicación y acceso
El estadio ocupa la manzana delimitada por las calles Payaso Fofó (oeste), Arroyo del Olivar (sur), avenida de la Albufera (norte) y Teniente Muñoz Díaz (este). En esta última calle se erige un muro que se usa para publicidad del club ya que este fondo está ubicado al lado de dos edificios de viviendas. 

### Metro
Estación de Portazgo, perteneciente a la línea 1 de Metro de Madrid.

### Autobús urbano
| Línea | Terminales                          |
| ----- | ----------------------------------- |
| 10    | Cibeles – Palomeras                 |
| 54    | Estación de Atocha – Congosto       |
| 58    | Puente de Vallecas – Santa Eugenia  |
| 103   | Estación El Pozo – Ecobulevar       |
| 136   | Pacífico - Madrid Sur               |
| N25   | Alonso Martínez – Villa de Vallecas |

## Eventos
En él se disputó la 1.ª Fase Final de la Liga Superibérica de rugby (2009). También es la meta de llegada de la San Silvestre Vallecana Internacional.

### Conciertos
Grandes nombres de la música como Bob Dylan en 1980, Miguel Ríos, Luz Casal, y Leño (1983), Barricada en 1986 o Metallica en 1992, entre otros, han actuado en dicho estadio. Queen actuó en el estadio el 3 de agosto de 1986, siendo este el penúltimo concierto del cuarteto inglés en tierras españolas, y el antepenúltimo en la historia del grupo con su formación original (concurrieron más de 25 000 personas). Dos días después actuaron en Marbella.